# Jan Szczepanik
Jan Szczepanik (13 de junio de 1872 – 18 de abril de 1926) fue un inventor polaco, con varias patentes y sobre 50 descubrimientos a su nombre, muchos de los cuales se utilizan hoy, especialmente en la industria cinematográfica, así como en la fotografía y la televisión. Algunos de sus conceptos ayudaron a la evolución futura de la señal televisada, tal como el telectroscopio (un aparato para la reproducción a distancia de imágenes y sonidos usando electricidad) o el telégrafo inalámbrico, el cual afectó enormemente al desarrollo de las telecomunicaciones. Él murió de cáncer de hígado en Tarnow en el renacer de la Segunda República Polaca.

## Biografía
Sczepanik nació en la parte austriaca, en la villa de Rudniki cerca de Mościska (ahora Mostyska, Ucrania) pero se trasladó cuando era niño con su madre a Zręcin en la región industrial de Krosno, donde él creció. Su lugar de nacimiento estaba controlado por Austria-Hungría entre 1772-1918 después de la partición de Polonia. Szczepanik se graduó de un colegio de maestros y pasó mucho de su tiempo leyendo literatura y revistas científicas. Él se mudó a Viena después de su intento de mejorar el telar de Jacquard de Francia (inventado en 1801) fue rechazado por algunos de los tejedores locales por miedo a perder sus negocios. Sus conocimientos del telar, sin embargo le permitieron crear el primer chaleco antibalas usando seda. El rey de España Alonso XIII (quien lo uso en 1901) lo otorgó una orden por su invento. A Szczepanik le fueron otorgados premios por otras cortes reales. El Emperador Francisco José de Austria lo dispensó del servicio militar fascinado por la fotoescultura -también conocida como fotoplastigrafía- que le presentó Szczepanik. Se basa en una idea patentada en 1859 por François Willème (1830-1905) para producir retratos escultóricos usando fotoproyecciones sincronizadas. El Emperador le dio un par de pistolas por ello como recuerdo.
Antes de la Primera Guerra Mundial, Szczepanik llevó a cabo experimentos con fotografía y proyección de imagen, así como con un pequeño formato de película a color. Él mantiene patentes por un nuevo método de tejido, un sistema de obtención tri-color de fotografías raster, y equipo de grabación de sonido y reproducción.
Szczepanik también trabajó en una aeronave de ala móvil, un helicóptero de rotor duplex, un dirigible, y un submarino. Mark Twain se reunió con Szczepanik y lo describió en dos de sus artículos: "The Austrian Edison keeping school again" (1898) y "From The Times of 1904" (1898).